# Sala Bagdad
La Sala de Fiestas Bagdad, también conocida como Sala Bagdad o El Bagdad de Barcelona, es un local de espectáculos eróticos ubicada en la Calle Nueva de la Rambla de la ciudad de Barcelona en Cataluña (España). Está considerada una de los más importantes de Europa en su género.

## Descripción
La Sala de Fiestas se encuentra ubicada en una de las vías más concurridas de Barcelona, Calle Nueva de la Rambla. Juani de Lucía es la propietaria de la sala Bagdad. La sala Bagdad se ha hecho famosa en todo el mundo por sus shows de sexo en vivo, atrayendo a miles de turistas cada año a Barcelona.

### Oferta erótica
El local ofrece una oferta muy variada, siempre dentro del ámbito del erotismo y el sexo: despedidas de soltero, variados espectáculos en vivo, cenas con espectáculo erótico, estríperes en privado, erotismo a través de internet, etcétera.

## Semillero de estrellas del erotismo y la pornografía
La Sala Bagdad ha sido y es el origen de grandes artistas del erotismo que han alcanzado relevancia internacional, como Nacho Vidal, Marco Banderas, Sophie Evans, Christina Bella, Elizabeth Maciel, Holly One, la polifacética contorsionista vaginal Baby Pin-Up, etcétera. Por su escenario también han pasado Rocco Siffredi, Belladonna, Illona Staller, más conocida como Cicciolina, entre otros.